# Veppathur
Veppathur es una ciudad y nagar Panchayat situada en el distrito de Thanjavur en el estado de Tamil Nadu (India). Su población es de 7949 habitantes (2011).

## Demografía
Según el censo de 2011 la población de Veppathur era de 7949 habitantes, de los cuales 3990 eran hombres y 3959 eran mujeres. Veppathur tiene una tasa media de alfabetización del 83,88%, superior a la media estatal del 80,09%: la alfabetización masculina es del 90,39%, y la alfabetización femenina del 77,36%.